# Chiba Keiji
Keiji Chiba (sinh ngày 19 tháng 6 năm 1971) là một cầu thủ bóng đá người Nhật Bản.

## Sự nghiệp câu lạc bộ
Keiji Chiba đã từng chơi cho Shimizu S-Pulse.